# La Trona (Sant Martí de Centelles)
La Trona és una penya a l'extrem nord dels Cingles de Bertí de 805,9 metres d'altitud amb una prominència de 12 m. És a prop del poble rural de Sant Miquel Sesperxes, al sector sud-oriental del terme municipal de Sant Martí de Centelles, a la comarca d'Osona, encarat al sud i amb vistes espectaculars vers el Vallès Oriental (el fons de la vall del Congost) i el Moianès (la cinglera, que forma part del terme de Sant Quirze Safaja). És a l'est de la masia de Bellavista Vella, al sud-est de Can Ragidell i al nord-oest del Sot del Bac.
És un punt d'escalada degut a la seva verticalitat.